# Z

Z의 필기체

Z, z는 로마 문자의 마지막 26번째 문자이다.
영어에서는 (zed 제드 [zɛd] 또는 zee 지 [ziː])로 발음한다. 미국 영어를 제외한 거의 모든 다른 영어에는 이 글자를 그리스어 Ζ(제타)에서 유래한 이름인 제드로 부른다.  다른 인도유럽어족에서도 이와 유사한 이름으로 불린다. 예를 들어 프랑스어에서는 제드(zède), 포르투갈어와 이탈리아어에서는 제타(zeta), 스페인어는 세타(zeta), 네덜란드어에서는 제트(zet)라고 부르는 등이다.
미국 영어의 "지"라는 이름은 지금은 사어가 되어 버린 영국의 17세기의 한 방언에서 유래된 것이다. 다른 영어 방언에서는 이자드(izzard)라고도 부르는데 이는 18세기 중반으로 거슬러 가고 아마도 프랑스 어의 제드나 강한 s란 뜻의 "s hard"(에스 하드)에서 유래 된 것으로 보인다.
한국어에서는 네덜란드어 zet에서 유래한 일본어 ゼット의 영향으로 제드보다는 제트로 불리며 외래어 표기법으로도 제트다. G를 '지'로 적기 때문에 충돌이 생겨서 미국 영어 발음을 바탕으로 한 '지'는 드물게만 쓰이는 편이다.
영어에서는 이 글자가 보통 유성 치경 마찰음 발음이다.

## 역사
Z는 무기를 뜻하는 것으로 추측되는 셈어의 문자 자인에서 비롯되었다.
| 셈조어 문자 '무기' | 페니키아 문자 자인 | 그리스 문자 제타 | 에트루리아 문자 Z | 로마 문자 Z |
| 셈조어 문자 '무기' | 페니키아 문자 자인 | 그리스 문자 제타 | 에트루리아 문자 Z | 로마 문자 Z |

## 빈도
- 영어 (0.074%)
- 프랑스어 (0.326%)

## 컴퓨터 부호
| 미리 보기      | Z                      | Z                      | z                    | z                    |
| -------------- | ---------------------- | ---------------------- | -------------------- | -------------------- |
| 유니코드 이름  | LATIN CAPITAL LETTER Z | LATIN CAPITAL LETTER Z | LATIN SMALL LETTER Z | LATIN SMALL LETTER Z |
| 인코딩         | 10진                   | 16진                   | 10진                 | 16진                 |
| 유니코드       | 90                     | U+005A                 | 122                  | U+007A               |
| UTF-8          | 90                     | 5A                     | 122                  | 7A                   |
| 수치 문자 참조 | &#90;                  | &#x5A;                 | &#122;               | &#x7A;               |
| EBCDIC 계열    | 233                    | E9                     | 169                  | A9                   |
| ASCII          | 90                     | 5A                     | 122                  | 7A                   |

## 쓰임
- z는 국제음성기호에서 유성 치경 마찰음을 나타낸다.

## 관련 글자
- Ζ, ζ
- З, з(키릴 문자)
- Ж, ж

## 같이 보기
- Z (군사 기호)